# First Date
"First Date" é um single da banda estadunidense Blink-182, lançado dia 8 de outubro de 2001 pela MCA.

## Faixas[2][3]
1. "First Date"
2. "Don't Tell Me It's Over"
3. "Mother's Day"